# Mediafranchise
Mediafranchise (av engelska: media franchise) eller bara franchise (ej att förväxla med företagsmodellen) är ett begrepp som används inom populärkultur om verk och produkter som innehåller samma rollfigurer och platser, ofta inom samma fiktiva universum, samt de immateriella rättigheterna till dessa.
Begreppet syftar på en form av franchiseverksamhet, där upphovsrättsinnehavarna av det ursprungliga verket ger tillstånd åt andra att marknadsföra och sälja produkter baserade på det ursprungliga verket. Fenomenet är vanligt inom tecknade serier, film och datorspel. Exempel på verk som gett upphov till franchise-komplex inom olika medier och kringprodukter är Disneys, Marvels och DC Comics skapelser. Även företaget Lego tjänar pengar på att deras klossar syns i olika mediesammanhang.

## Källhänvisningar
1. 1 2  Garmon, Jay (6 december 2012). ”The top 10 geek media franchises of all time” (på engelska). techrepublic.com. Arkiverad från originalet den 23 december 2014. https://web.archive.org/web/20141223193309/http://www.techrepublic.com/blog/geekend/the-top-10-geek-media-franchises-of-all-time/. Läst 2 december 2014.
2. ↑  ”Drachen und das Dschungelfieber” (på tyska). mediabiz.de. 5 juni 2014. Arkiverad från originalet den 7 mars 2016. https://web.archive.org/web/20160307212125/http://www.mediabiz.de/video/news/drachen-und-das-dschungelfieber/380812/1077. Läst 2 december 2014.